# Río Cosquín
Río Cosquín är ett vattendrag i Argentina.   Det ligger i provinsen Córdoba, i den centrala delen av landet, 700 km nordväst om huvudstaden Buenos Aires.
Trakten runt Río Cosquín består till största delen av jordbruksmark. Runt Río Cosquín är det ganska tätbefolkat, med 60 invånare per kvadratkilometer.